# Município de Jefferson (condado de Tuscarawas, Ohio)
O município de Jefferson (em inglês: Jefferson Township) é um município localizado no condado de Tuscarawas no estado estadounidense de Ohio. No ano de 2010 tinha uma população de 970 habitantes e uma densidade populacional de 16,74 pessoas por km².

## Geografia
O município de Jefferson encontra-se localizado nas coordenadas 40° 23′ 06″ N, 81° 34′ 08″ O. Segundo a Departamento do Censo dos Estados Unidos, o município tem uma superfície total de 57.95 km², da qual 57,92 km² correspondem a terra firme e (0,04 %) 0,02 km² é água.

## Demografia
Segundo o censo de 2010, tinha 970 pessoas residindo no município de Jefferson. A densidade populacional era de 16,74 hab./km². Dos 970 habitantes, o município de Jefferson estava composto pelo 98,87 % brancos, o 0,1 % eram afroamericanos, o 0,21 % eram de outras raças e o 0,82 % eram de uma mistura de raças. Do total da população o 0,31 % eram hispanos ou latinos de qualquer raça.